# Gate 13
Gate 13 (griego: Θύρα 13) es una asociación compuesta por diversos grupos de aficionados del club deportivo Panathinaikos A.O. Oficialmente fundado el 19 de noviembre de 1966, Gate 13 es la unión de aficionados más antigua en Grecia. Gate 13 tiene miembros por todo Grecia y con el paso de los años ha llegado a ser una parte del club apoyándolos en todo momento.

## Historia

### Orígenes
Antes de la fundación de Gate 13 existían varios clubs de aficionados de fútbol por todo Grecia. El primero de estos clubes fue fundado en octubre de 1952 llamándose S.F.O.P. (en griego: Σ: .Φ.Ο.Π., Σύλλογος Φιλάθλων Οπαδών Παναθηναϊκού, Syllogos Filathlon Opadon Panathinaikou, Club de Aficionados Panathinaikos) y se mantuvo activo durante un periodo desconocido de tiempo.
Hacia el final de los 50s, los seguidores empezaron a organizarse. Empezaron a asistir a los partidos regularmente reuniéndose en la 13.ª puerta del Apostolos Nikolaidis Stadium. Gate 13 era el sitio para los seguidores más pobres del equipo, con los asientos no numerados, a diferencia del resto de asientos del estadio y asientos vip.
Para organizar viajes para fuera partidos y otros acontecimientos, los diversos clubes de aficionados escribían en los dos diarios más leídos por los seguidores del Panathinaikos en aquel momento, Athlitiki Iho (en griego: Αθλητική Ηχώ, Eco Atlético) y Panathinaika Nea (en griego: Παναθηναϊκά Νέα, Panathenaic Noticias).
Hacia 1966,  había diversos clubes de seguidores, todos ellos nombrados según la zona a la que pertenecían. Los clubes más notables eran: Ampelokipi, Zografou, Patissia, Gizi, Petralona, Cholargos, Peristeri, Nikaia-Koridallos, Patras y muchos más; la mayoría continúan en activo. A pesar de la falta de un nombre común, los clubes se reunían a menudo para hablar sobre el rendimiento y la administración del equipo; para organizar los viajes para los partidos que se jugaban fuera y para asegurarse las entradas a los partidos en casa. Desde 1962–63 existía la idea de formar un único club común bajo el nombre de la puerta en la que los aficionados se reunían, pero por aquel entonces era bastante complicado. Poco a poco el nombre de Gate 13 comenzó a ser reconocido y respetado tanto por los seguidores como por los jugadores.

### 1966
Entonces, el 19 de noviembre de 1966, después de mucho esfuerzo, el Syndesmos Filon Panathinaikou Athlitikou Omilou I Thyra 13 (Σύνδεσμος Φίλων Παναθηναϊκού Αθλητικού Ομίλου Η  Θύρα 13, Club de Seguidores de Panathinaikos Athletic Club Gate 13) fue fundado en el número 68 de la calle Kolonos en Atenas. En aquel momento, Gate 13, era un club como los demás, pero su nombre se convertiría en una parte importante de la historia del Panathinaikos. El 27 de noviembre de 1966, unos días después de la fundación de Gate 13, un autobús que llevaba a los seguidores del Panathinaikos de Atenas a Veroia chocó, resultando en la muerte de dos seguidores del Panathinaikos, Giorgos Koskoros (griego: Γιώργος Κόσκορος) y Dimitris Sarantakos (griego: Δημήτρης Σαραντάκος), siendo este último uno de los miembros fundadores de Gate 13.

### 1967-1971
En 1967, el número de clubes de seguidores del Panathinaikos aumentaron en Atenas y resto de Grecia. En 1967, la Dictadura de los Coroneles cerró muchos de ellos.
Así pasó con Gate 13, que reabrió en 1968 en unas nuevas oficinas en el número 39 de la calle Sokratous, en el centro de Atenas. Muchos otros clubes reabrieron después. En aquellos años, los estadios en Grecia eran muy tranquilos, solamente con alguna pelea ocasional.
En los años siguientes Gate 13 se expandió y comenzaron a aparecer banderas con su nombre y logo en los estadios griegos y europeos. Mientras tanto, el estadio Leoforos se llenaba en la mayoría de los partidos.
A la vez, el interés por el baloncesto crecía entre los seguidores del Panathinaikos. Además, Gate 13 comenzó a asistir a otras actividades del club no relacionadas estrictamente con el deporte, como las elecciones de los cargos del club. A veces también expresaban su opinión sobre asuntos que creían que influían negativamente en el club, como el precio de las entradas a los partidos.

### 1971-1974

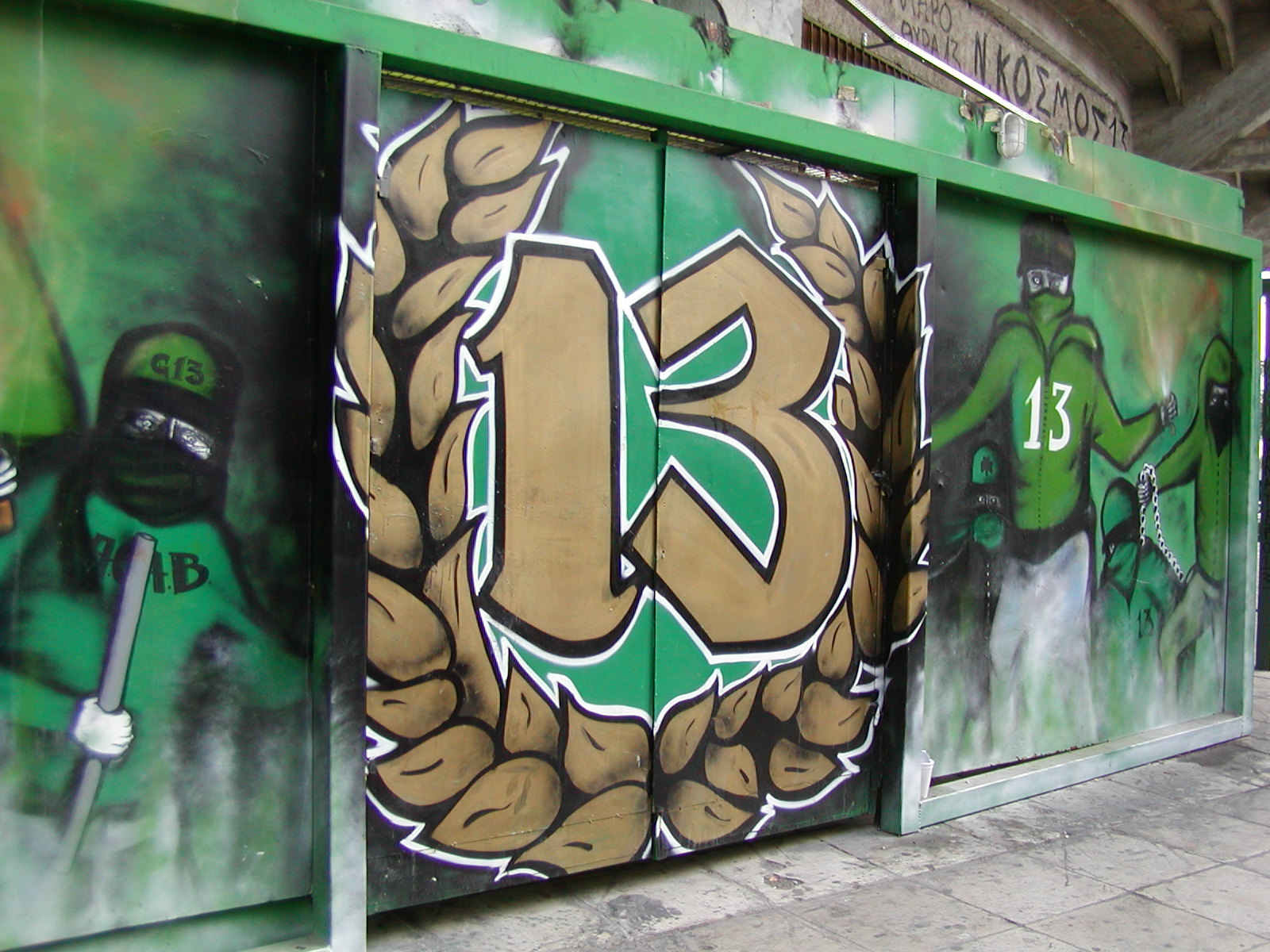
Un grafiti de Gate 13

1971 fue un año clave en la historia del Panathinaikos. El equipo de fútbol llegó a la final de la Copa de Campeones de Europa 1970-71 y todavía es el único equipo de fútbol griego en llegar a una final en una competición importante. A pesar de que cayeron 0-2 contra el A.F.C. Ajax, el llegar a la final hizo que aumentaran los seguidores del Panathinaikos por todo Grecia. Gate 13 estuvo presente en todos los partidos del equipo en la Copa. 15.000 seguidores fueron a Belgrado para ver al Panathinaikos contra el entonces muy fuerte Estrella Roja de Belgrado, y 20.000 seguidores viajaron al Estadio Wembley en Londres para la final contra el A.F.C Ajax. 
Debido a estos éxitos del equipo de fútbol del Panathinaikos, algunos de los antiguos clubes de seguidores reabrieron sus puertas; además, se fundaron otros nuevos. Algunos de los clubes nuevos más famosos se fundaron en 1972 en Nikaia y Vyronas.

### 1974-1978
Después de la caída de la Dictadura de los Coroneles muchos clubes de seguidores reaparecieron. Hacia 1978 había 52 clubes de aficionados del Panathinaikos, mientras que su mayor rival, el Olympiakos solo contaba con unos pocos. 
En 1976, durante décimo aniversario de Gate 13, los seguidores del Panathinaikos realizaron unos minutos de silencio en honor a los aficionados fallecidos.
Gate 13 continúa siendo hasta hoy la parte más ruidosa de la grada, con banderas y pancartas que le dan esa apariencia y color coracterísticas.

## Vínculos

### Ultras Rapid[1]
Gate 13 mantiene una hermandad muy fuerte con el club de aficionados Ultras Rapid del Rapid de Viena  desde que jugó contra el SK Sturm Graz en la UEFA Champions League en 2001. Desde entonces se ha promovido la amistad entre estas dos hinchadas. 
En junio de 2016, Ultras Rapid estuvo presente en Atenas en la celebración de los 50 años de Gate 13.

### Otras amistades
Aparte de la relación con los Utras Rapid, las relaciones activas más cercanas son con los Bad Blue Boys, seguidores del GNK Dinamo Zagreb, y con Curva Sud (Fedayn), seguidores de la A.S. Roma.
A lo largo de los años, Gate 13, o al menos parte de sus integrantes, han tenido también vínculos con grupos del Real Madrid C.F (Orgullo Vikingo), principalmente durante el 90s, Ajax de Ámsterdam (F-Amsterdam de LADO), Ferencváros, Hammarby SI FF, Santo-Étienne, SpVgg Furth, Tottenham Hotspur F.C., Celtic F.C., Sporting CP and Club Atlético River Plate. Su amistad con el Shamrock Rovers (SRFC Ultras) creció cuándo algunos de Gate 13 fueron a Irlanda en 2017 para ver el  Shamrock Rovers drente al Galway.

## Horto Magiko
El Horto Magiko (Hierba Mágica) es el cántico más famoso de Gate 13 debido a como la representan los aficionados en el estadio, ya que paraliza momentáneamente el resto de cánticos (cuando la gente empieza a cantar y mueve las manos como si le temblaran) y se canta de manera conjunta entre dos partes de la grada respondiéndose una a la otra en determinados momentos. Este cántico compara los sentimientos de los aficionados del Panathinaikos (PAO) con la sensación de dependencia que generan las drogas.

### Letra original en griego
In' ena horto mágico, dhoste mou ligho ghia na pio, ton PAO mou na onirefto ke na fonaks' os to Theo: Panatha mou, se aghapo, san heroini, sa skliro narcotico, san to hashish, to lsd, ghia/me sena PAO mastouroni ol' i ghi, ol' i ghi. Panatha mou, Panatha mou, se aghapo, se aghapo, opou ki an pezis panda tha s' akoloutho, s' akoloutho, PAO edho, PAO edho, PAO eki, PAO eki, opou ki an pezis panda tha 'maste mazi, panda mazi.

### Letra traducida al castellano
Es una hierba mágica, dadme un poco a probar, a soñar con mi PAO y gritar hasta Dios: Mi Panatha, te quiero, como la heroína, como una droga dura, como el hachís, LSD, para ti (o: contigo) PAO el mundo entero está drogado, el mundo entero. Mi Panatha, mi Panatha, te quiero, te quiero, donde quiera que puedas jugar te seguiré siempre, yo te sigo. PAO aquí, PAO aquí, PAO allí, PAO allí, donde quiera que puedas jugar siempre estaremos juntos, siempre juntos.